# Courchevel Moriond
Courchevel Moriond of Courchevel 1650 is een skidorp in het Franse wintersportgebied Courchevel, deel van Les 3 Vallées. Het bevindt zich op het grondgebied van de gemeente Courchevel in het departement Savoie. De andere dorpen in het skigebied zijn Saint-Bon-Tarentaise, La Tania, Courchevel Le Praz (vroeger Courchevel 1300), Courchevel Village (vroeger Courchevel 1550) en Courchevel 1850 (kortweg Courchevel). Moriond is het meest oostelijke skidorp van Les 3 Vallées.

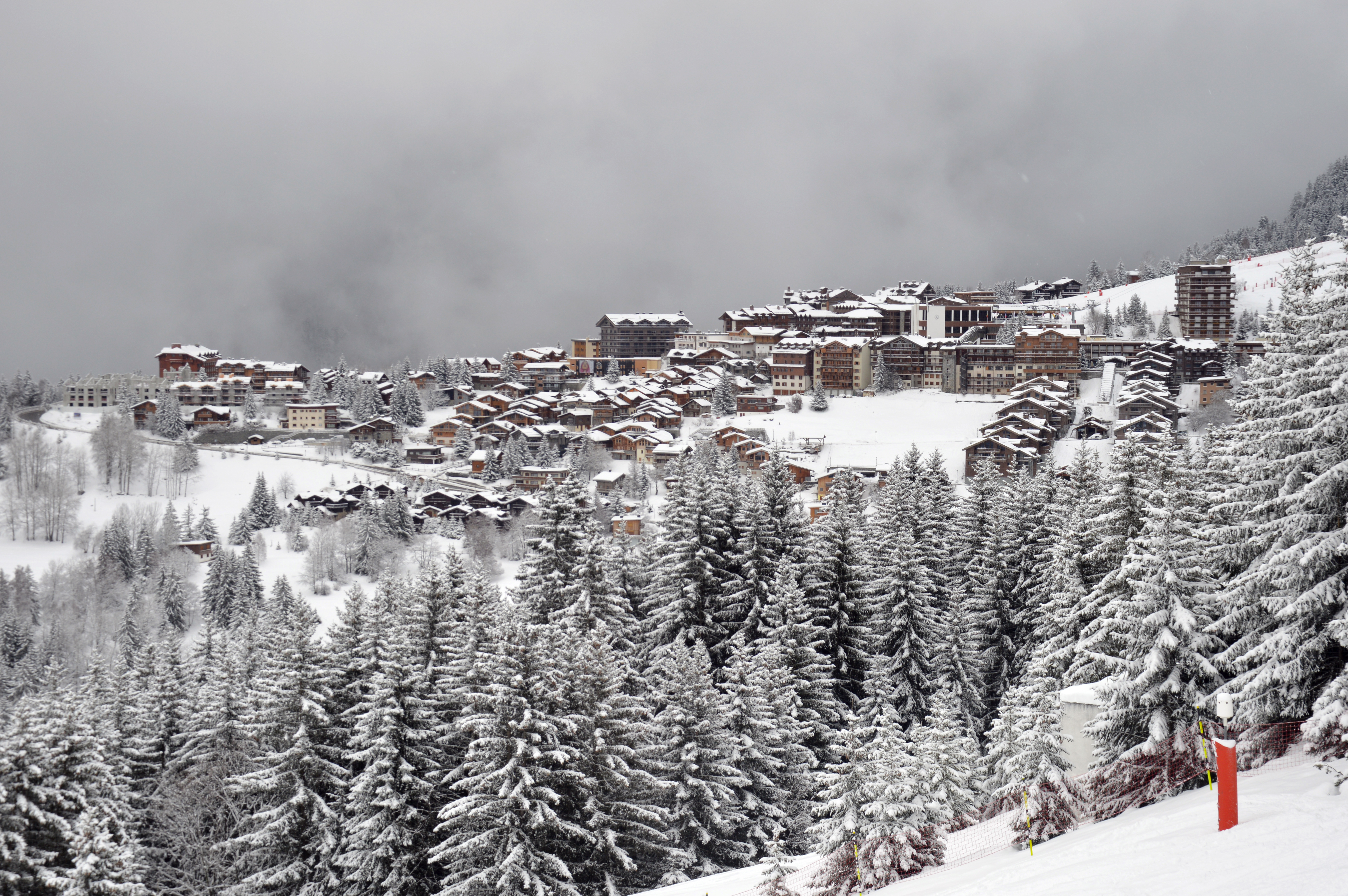
Zicht op Courchevel Moriond vanaf Courchevel Village